# Say You Do
«Say You Do» — третий сингл с дебютного одноимённого альбома американской певицы Джанет Джексон. Песня достигла своего максимума на 15-м месте в профильном хит-параде Billboard Black Singles и 11-м месте — в Dance/Disco Top 80. «Say You Do» — третья песня в карьере Джанет, появившаяся в лучшей двадцатке чарта R&B, и первая — в лучшей двадцатке танцевального чарта. Певица впервые включила «Say You Do» в список композиций своего концертного тура Rock Witchu Tour в 2008 году.

## Список композиций
| №  | Название     | Автор(ы)                 | Длительность |
| -- | ------------ | ------------------------ | ------------ |
| 1. | «Say You Do» | Рене Мур, Анджела Уинбуш | 3:48         |

| №  | Название                               | Автор(ы)                 | Длительность |
| -- | -------------------------------------- | ------------------------ | ------------ |
| 1. | «You’ll Never Find (A Love Like Mine)» | Рене Мур, Анджела Уинбуш | 4:08         |

## Участники записи
Приведены по сведениям базы данных Discogs.
- Джанет Джексон — ведущий вокал

Музыканты:
- Бобби Уотсон[англ.] — бас-гитара
- Джеймс Джеймерсон мл.[англ.] — бас-гитара
- Марло Хендерсон[англ.] — гитара
- Грег Мур — гитара
- Тони Мейден — гитара
- Майкл МакГлури — гитара
- Паулинью да Кошта[англ.] — перкуссия
- Андре Фишер — ударные
- Джон Робинсон[англ.] — ударные
- Рене Мур[англ.] — клавишные, бэк-вокал, хлопки в ладоши, ритм-аранжировки, бас Moog
- Анджела Уинбуш[англ.] — клавишные, бэк-вокал, ритм-аранжировки
- Джеральд Винчи — скрипка
- Джерри Хей[англ.] — аранжировки духовой секции
- Джефф Лорбер[англ.] — синтезаторы
- Иэн Андервуд — синтезаторы
- Дервин Саттл — хлопки в ладоши
- Эмброуз Прайс — хлопки в ладоши
- Джерри Найт[англ.] — бэк-вокал
- Бенджамин Райт[англ.] — аранжировки струнной секции (в песне А1)

## Позиции в хит-парадах
Еженедельные чарты:
| Чарт (1983)                        | Высшая позиция | Пребывание |
| ---------------------------------- | -------------- | ---------- |
| США (Billboard Black Singles)      | 15             | 13 недель  |
| США (Billboard Dance/Disco Top 80) | 11             | 10 недель  |